# Līvu (bier)
Līvu is een Lets biermerk. Het bier wordt sinds 2000 gebrouwen in brouwerij Līvu Alus in Liepāja. 

## Varianten
- Pilzenes, blond bier met een alcoholpercentage van 4,6%
- Rubenis, amberkleurig bier met een alcoholpercentage van 7%
- Rudzu, donkerblond bier met een alcoholpercentage van 5,5%
- Tradicionālais, donkerblond bier met een alcoholpercentage van 5,8%
- Senču, blond bier met een alcoholpercentage van 5,2%